# Vévoda ze Suffolku
Vévoda ze Suffolku je třikrát vytvořený titul anglické šlechty.
Třetí vytvoření titulu bylo roku 1551 pro Henry Grey, 3. markýze z Dorsetu. Vévoda získal i titul Barona Ferrerse z Groby.

## Hrabata ze Suffolku (1385)
- Michael de la Pole, 1. hrabě ze Suffolku (1330–1389)
- Michael de la Pole, 2. hrabě ze Suffolku (1367–1415)
- Michael de la Pole, 3. hrabě ze Suffolku (1394–1415)
- William de la Pole, 4. hrabě ze Suffolku (1396–1450), roku 1444 získal titul markýze ze Suffolku

## Markýzové ze Suffolku (1444)
- William de la Pole, 1. markýz ze Suffolku (1396–1450), roku 1448 získal titul vévody ze Suffolku

## Vévodové ze Suffolku, první vytvoření (1448)
- William de la Pole, 1. vévoda ze Suffolku (1396–1450)
- John de la Pole, 2. vévoda ze Suffolku (1442–1492)
- Edmund de la Pole, 3. vévoda ze Suffolku (1472–1513)

## Vévodové ze Suffolku, druhé vytvoření (1514)
- Charles Brandon, 1. vévoda ze Suffolku (1484–1545)
- Henry Brandon, 2. vévoda ze Suffolku (1535–1551)
- Charles Brandon, 3. vévoda ze Suffolku (1537–1551)

## Vévodové ze Suffolku, třetí vytvoření (1551)
- Henry Grey, 1. vévoda ze Suffolku (1517–1554)